# Бахмутский государственный краеведческий музей

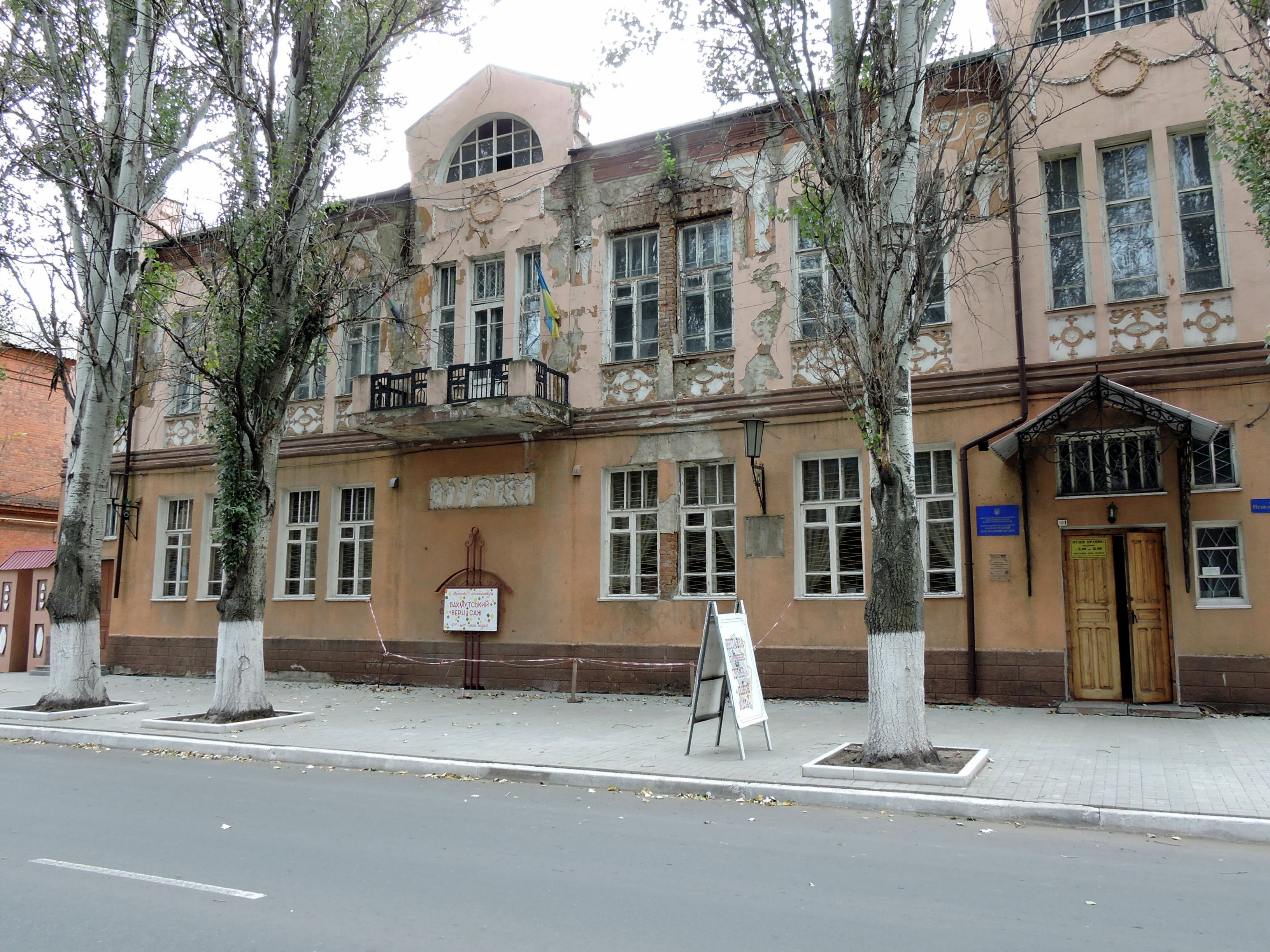
Здание музея (ул. Независимости, 26)

Бахмутский государственный краеведческий музей — музей в городе Бахмут Донецкой области.

## История музея
В 1962 году в Артёмовске открылся городской историко-краеведческий музей на общественных началах. В 1967 году музей получил статус народного. В 1989 году музей стал государственным.
Музей расположен в здании, которое является памятником истории и культуры. Это здание промышленника В. Г. Французова, которое было построено в 1911 году. В этом здании в 1919 году располагался штаб обороны под руководством Фёдора Андреевича Сергеева.

## Структура
Экспозиция музея выставлена в 14 залах. 12 из них занимает основная экспозиция, а в двух других расположены тематические комнаты-музеи.
- Зал 1. Природа Бахмутского края
- Зал 2. Наш край в древности и в Средние века
- Зал 3. Бахмут в XIX веке.
- Зал 4. Жизнь и быт крестьян до революции
- Зал 5. Бахмут в начале XX века.
- Зал 6. Наш край в 1917—1921 годах.
- Зал 7. Наш край в 1921—1941 годах.
- Зал 8. Артёмовск в годы Великой Отечественной войны.
- Зал 9. Артёмовск в 1945—1991 годах.
- Зал 10. Артёмовск в 1991—2004 годах.
- Зал 11. Старинные монеты и бумажные деньги
- Зал 12. Артёмовск литературный
- Зал 13. Мемориальная комната-музей Николая Фёдоровича Чернявского.
- Зал 14. Этнографический музей истории и культуры еврейской общины Бахмута (Артёмовска)

Всего в фондах музея хранится 30 тысяч экспонатов, треть из которых составляют основной фонд, а остальные являются научно-вспомогательными.
Среди экспонатов музея окаменелые животные и растения, орудия первобытных людей, вырезка погребения срубной культуры, предметы салтовской культуры, экспонаты относящиеся к шестой стороже Бахмутской, солеварням на реке Бахмут, Бахмутской крепости, Артёму, артёмовскому аэроклубу, немецкой оккупации и другим событиям, связанным с историей города и края.
В зале «Артемовск литературный» выставлены личные вещи В. Гаршина, М. Чернявского, В. Сосюры, Б. Горбатова, П. Байдебуры, Л. Я. Каменецкого, В. П. Замкового. Поэту Николаю Фёдоровичу Чернявскому выделена отдельная комната-музей.
Музей регулярно осуществляет археологические и этнографические экспедиции, издательскую деятельность. При музее работает Бахмутское отделение Союза краеведов Украины.

## Интересные факты
По решению Екатеринославск губернского земства в 1909 г. при Бахмутской управе был открыт школьный музей. Его заведующим был Г.Филь.
В 1919-20 гг. известный украинский библиограф Ф.Максименко собрал из покинутых особняков музй[прояснить] окрнаробраза. В 1923 г. музей стал государственным, первый директор врач-эпидемиолог Б. С. Вальх. С 1924 п 1938 г. директор музея И. А. Часовников. С 1938 по 1941 Н. И. Стрельцова, казнення немцами. В канун 1942 г. музей сгорел вместе с Дворцом труда.
В 1956 г. заслуженный учитель Украины Н. В. Винк стала создавать новый музей. Он открылся в октябре 1962 г.
После смерти Винк с 1983 г. бригада историков во главе с С. И. Татариновым стала строить государственный музей в новом здании. Особняк В. Б. Французова был построен в 1896 г.
С 1983 г. бригада историков под руководством С. И. Татаринова строила государственный музей. декабря 1988 г. по приказу Минкульта УССР музей стал работать. Первый директор до 2000 г. Татаринов С. И. кандидат исторических наук, заслуженный работник культуры Украины